# Uno-X (Danmark)
Ska ej förväxlas med varumärket Uno-X i Sverige, se Uno-X (Sverige)

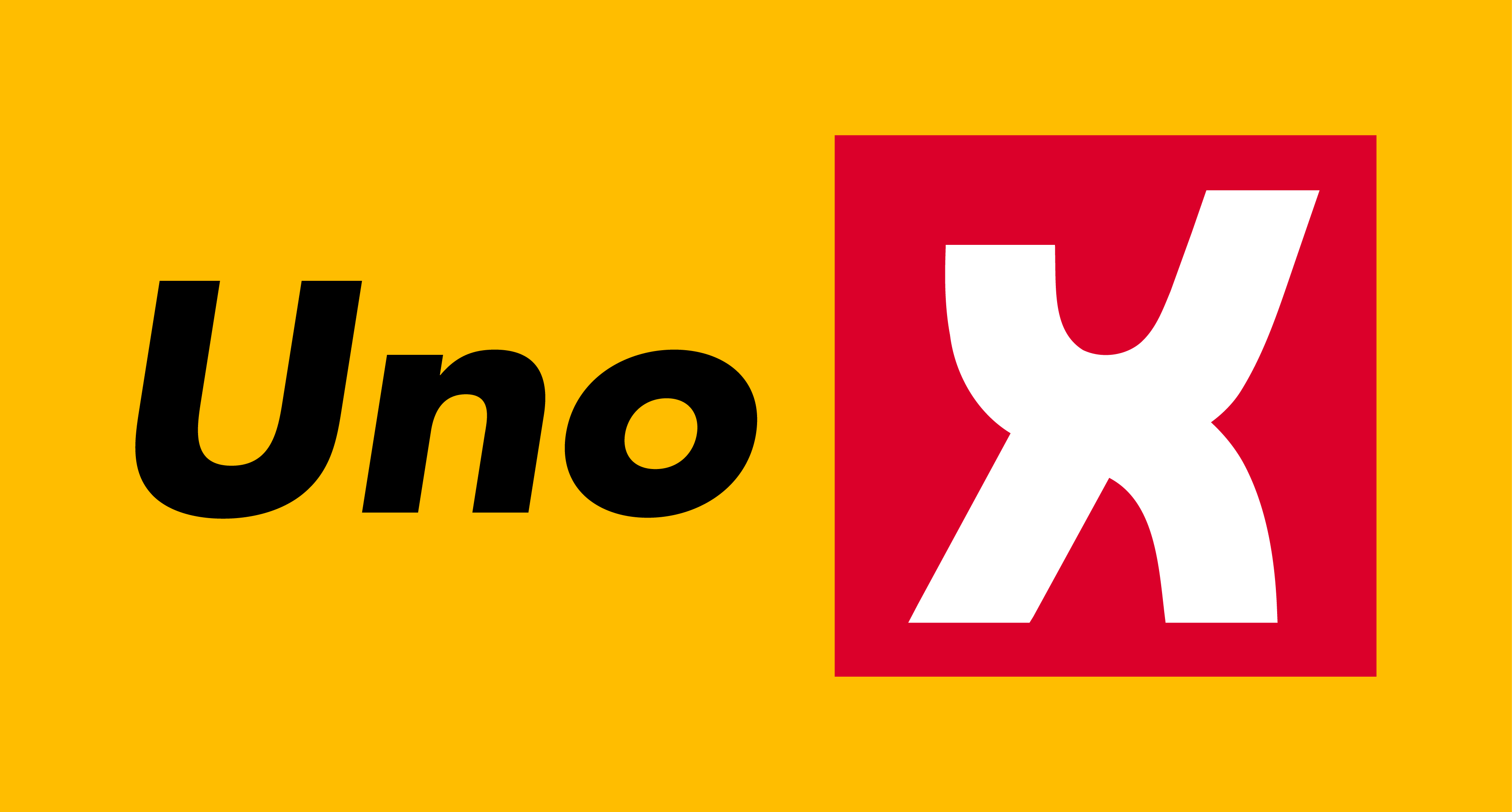
Uno-X logo

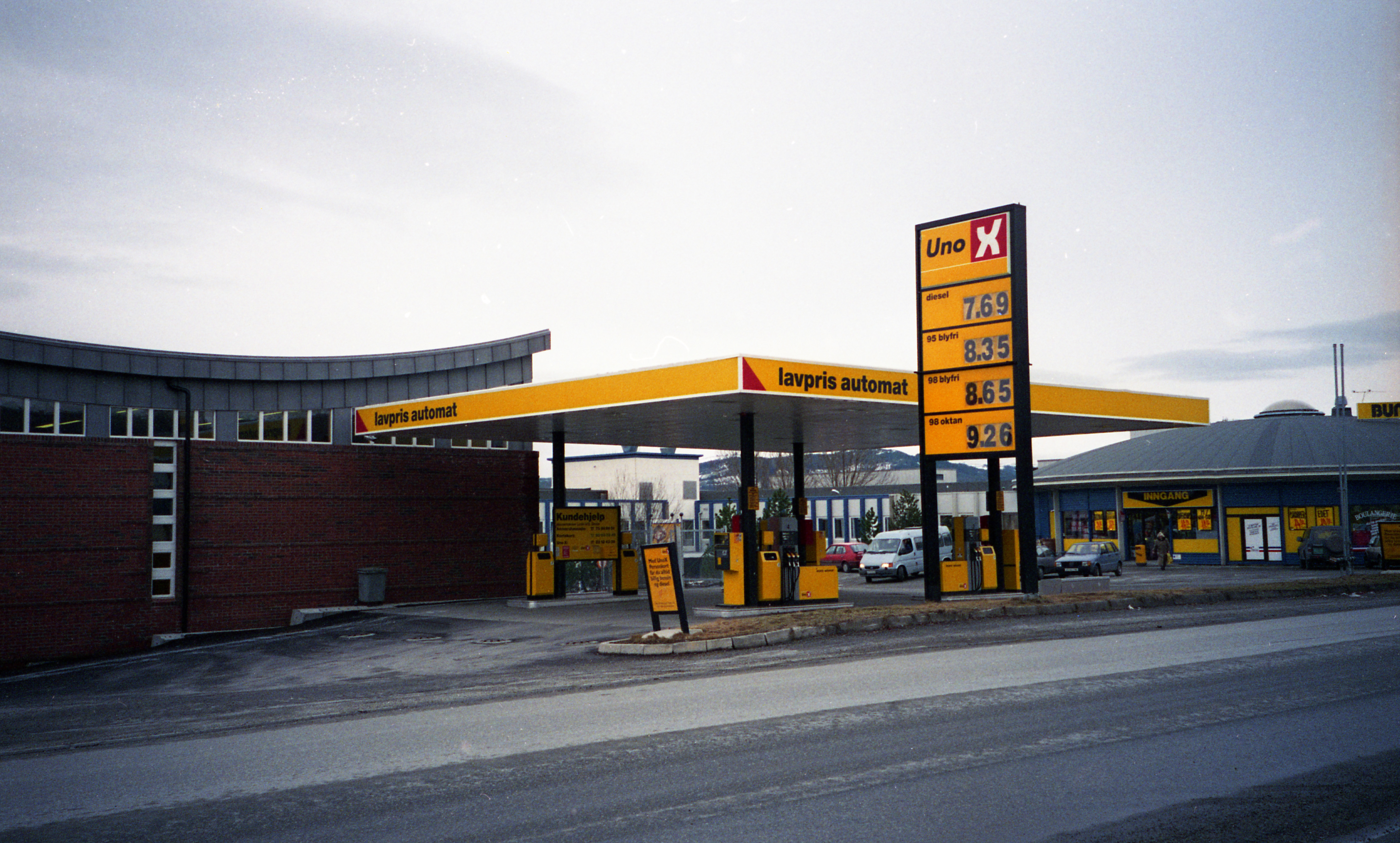
Uno-X-bensinstation i Lade i Norge

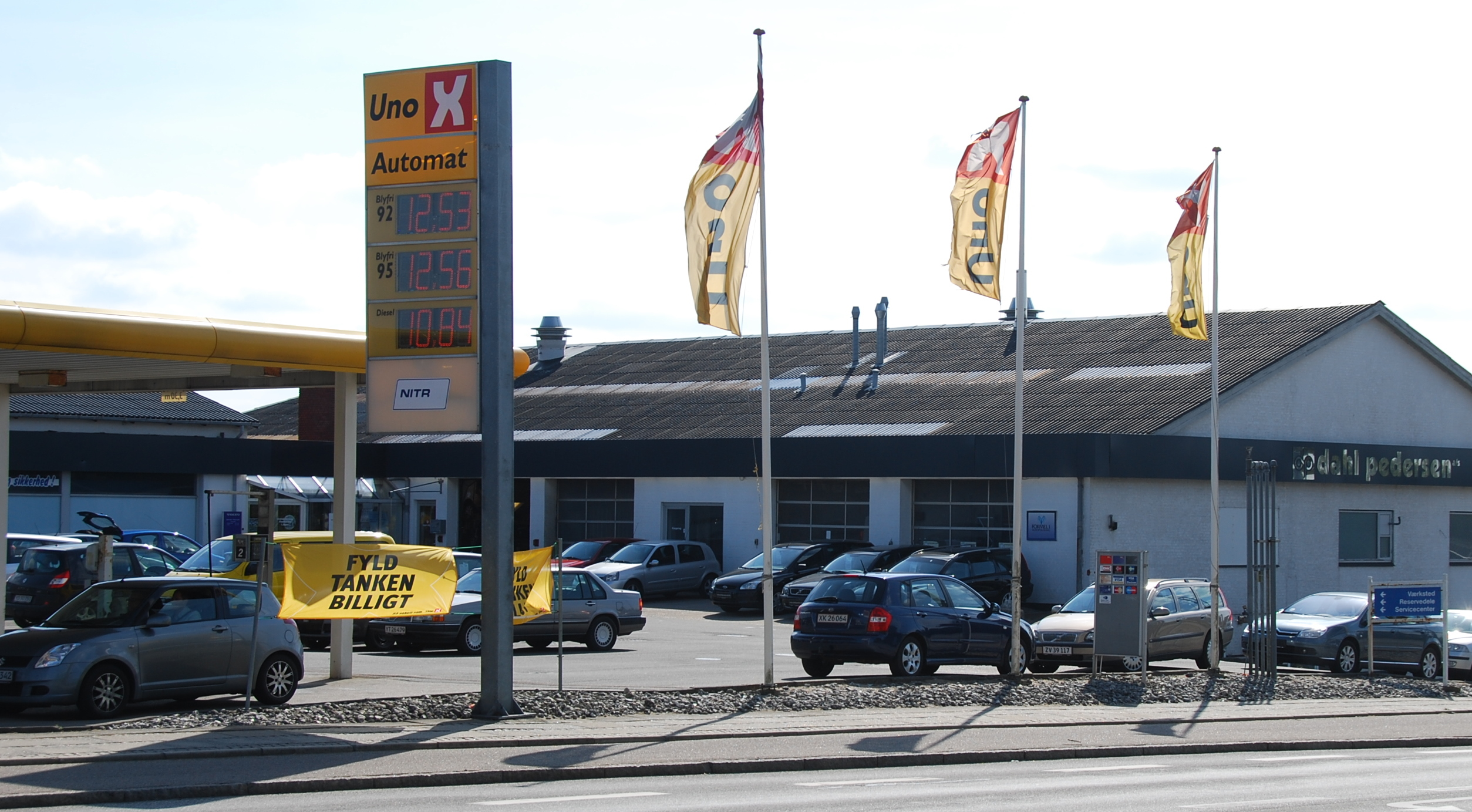
Uno-X bensinstation i Viborg i Danmark

Uno-X är ett varumärke för fordonsbränsle i Danmark och Norge. Det har också använts för bensinmackar i Sverige, dock med andra varumärkesägare och utan koppling med användningen i Danmark och Norge.
Uno-X grundades 1958 i Herning på Jylland i Danmark av paret Peder (1927–1967) och Vitta Lysgaard tillsammans med mattfabrikören Johannes Jensen (1925–2007). Paret Lysgaard hade sedan året innan drivit en Gulf-bensinstation i Herning. Affärsidén med Uno-X var försäljning av lågprisbensin för att bryta kartellsamarbetet på den danska marknaden för fordonsbränsle. För att säkerställa leveranser köptes också in en tanker och bildades 1963 Tankskibsrederiet Herning.
Uno-X Bensin A/S utvecklades till en omfattande bensinstationskedja. Företaget kunde dock inte lansera varumärket i Sverige 1962, därför att Arne Sandberg då redan startat en svensk kedja av lågprisbensinstationer under samma varumärke. De danska ägarfamiljerna Lysgaard och Jensen använde i stället varumärket Din-X för verksamheten i Sverige. Uno-X-företaget såldes 1990 till Norsk Hydro, medan ägarfamiljerna behöll Din-X i sin ägo.
Efter en fusion mellan Hydro- och Texaco-kedjorna 1995 ägdes Uno-X i Danmark och Norge av HydroTexaco. Texacos hälftenägande övergick 2001 till Chevron, sedan Texaco köpts av Chevron. HydroTexaco övertog 2003 driften av de 35 Rema Bensin-stationerna i Norge och döpte om dem till Uno YX. År 2006 köpte Reitangruppen HydroTexaco i Danmark och Norge och drev dem under dotterföretaget YX Energi AS.
Reitangruppen skyltade om stationerna till YX 2006, men skyltade 2007 åter om 91 norska och 63 danska YX-stationer till Shell efter ett licensavtal med Shell. Resterande YX-stationer i Danmark namnändrades till Uno-X.